# 竹の水仙
『竹の水仙』（たけのすいせん）は、落語の演目の一つ。名人と呼ばれた大工・左甚五郎を主人公とした噺である。
噺の前半のあらすじや設定は『抜け雀』に類似する。

## あらすじ
藤沢宿（あるいは神奈川宿）のとある宿屋の二階に、一銭も払わず暴飲暴食し、長逗留している男がいた。はじめは「宿賃は去る時に支払ってもらい、それまでは何があっても取り立てはしない」という約束だったが、宿の予算も食材も底をついてきたため、宿の主人・大黒屋金兵衛（大松屋佐兵衛とも）は、妻にせっつかれて、しぶしぶ勘定を取り立てることにする。
すると、男は「一文無しだ」と言う。怒った主人が「どうするつもりなのか」となじると、男は「上方の番匠（大工）だ」と名乗り、「算段（計画）がある。よく切れるノコギリを持って宿の裏にある竹やぶについて来い」と言う。主人は「ノコギリでバラバラにされて殺されるのでは?」と疑いつつも、言われたとおりについて行く。竹やぶに着くと男は、たくさん生えている孟宗竹のうち何本かを指さし、「これとこれを切れ」という。主人は、釈然としないながらも、言われたとおりに竹を切る。
男はその竹で、水仙のつぼみの彫刻と、花立てを作りあげる。男は主人に「これが売れたら、売り上げを宿賃として支払う」と言って、主人を呆れさせる。主人は男がさらに指示するとおりに、その花立てに水をたっぷり入れ、竹の水仙をさし、「売物」と書いた紙を貼って軒先の目立つ場所に一晩置く。すると、明け方につぼみが割れ、竹でできた水仙の花が見事に開く。
そこを偶然、肥後熊本の細川越中守（長州の毛利とも）の大名行列が通りかかる。越中守はたちまち軒先の竹の水仙に心を奪われる。側用人の大槻刑部が宿を訪ね、「値は?」と聞く。主人は二階に上がり、｢相手はお大名だ。ちょっと高く取って、1朱ぐらいで売るか?｣と男に提案する。ところが男は「200両で売ってこい」と言う。主人は狼狽するが、意を決して男に言われた通りに伝える。しかし、刑部は「たかが竹細工に払える値ではない。足元を見るな」と激怒し、主人を殴って出て行ってしまう。主人は男に、せっかくの買い手を逃した上に理不尽に殴られたことを強く当たるが、男は「まだ表に立っておけ。あの御用人は、すぐに顔を真っ青にして戻ってくるから」と言う。
一方その頃刑部は、本陣で休んでいた越中守に「買わずに戻ってまいりました」と報告する。すると、越中守は「あの竹の水仙は、今世に名を轟かせる名人・左甚五郎が作った貴重なものであり、あの他には京にしかない。また甚五郎は、いくら金を積まれても、気が向いた時にしかあれを作らない」と言う。それを刑部が「200両は高い」として帰ってきたことに越中守は激怒し、「もう一度宿屋に行き、もし買えなかった場合は切腹を命ずる」と言ったため、刑部は大あわてで宿へと走る。
主人は戻ってきた刑部に「さっき一発叩かれたから、値段を300両に上げる」と言い放つ。それでも買おうとする刑部を不審に思い、「なぜ竹細工にそんなに大金を払えるのか」と聞いたところ、甚五郎の正体を知ることになる。
竹の水仙を売ったあと、主人夫妻は甚五郎に今までの無礼をわび、売り上げの300両を渡そうとする。売り値を200両と決めていた甚五郎は差額の100両を夫婦に渡し、宿賃と迷惑料としてさらに50両を渡す。
夫妻は宿を去ろうとする甚五郎を止め、「どうかこのあとも、300両の竹の水仙をこの宿で作り続けてもらえないか」と聞くが、甚五郎はそれを拒む。理由を聞くと、「竹に花を咲かせると、寿命が縮まるから」。

## バリエーション
上記のサゲは竹類の生態（数十年から百数十年に一度花を咲かせ、竹ごと枯れてしまう）とかけたものであるが、他のサゲには、甚五郎が去ったあとの宿の夫妻が「人は見かけによらないものだ」と悟り、｢この前泊まっていったお坊さんも、もしかしたら弘法大師かもしれない｣と言うものや、「『のみくち』がしっかりしてらっしゃる」と言うもの（甚五郎が大酒飲みであることと、ノミを使うことをかけている）がある。
入船亭扇辰のサゲでは、亭主が紐をくくりつけたまま宿屋の2階に上がり、それを妻が引っ張って、2階から亭主が転げ落ちるものとなっている(オチと落ちをかけた)。数々の無礼をしたことで、甚五郎に殺されるんじゃないかと考えた亭主と妻が一計を案じ、亭主が殺されそうになったら、手を叩くという手筈になっていたが、実際に殺されることはなく、200両を甚五郎からもらえることがわかる。それに喜んだ亭主が誤って手を叩いてしまい、笑いながら転げ落ちるというものだった。

## 主な演者

### 物故者
- 5代目柳家小さん
- 桂歌丸

### 現役
- 3代目桂藤兵衛
- 入船亭扇治
- 入船亭扇辰
- 春風亭柳之助
- 三遊亭兼好
- 春風亭三朝